# Gestion de maintenance assistée par ordinateur
 (mars 2019).

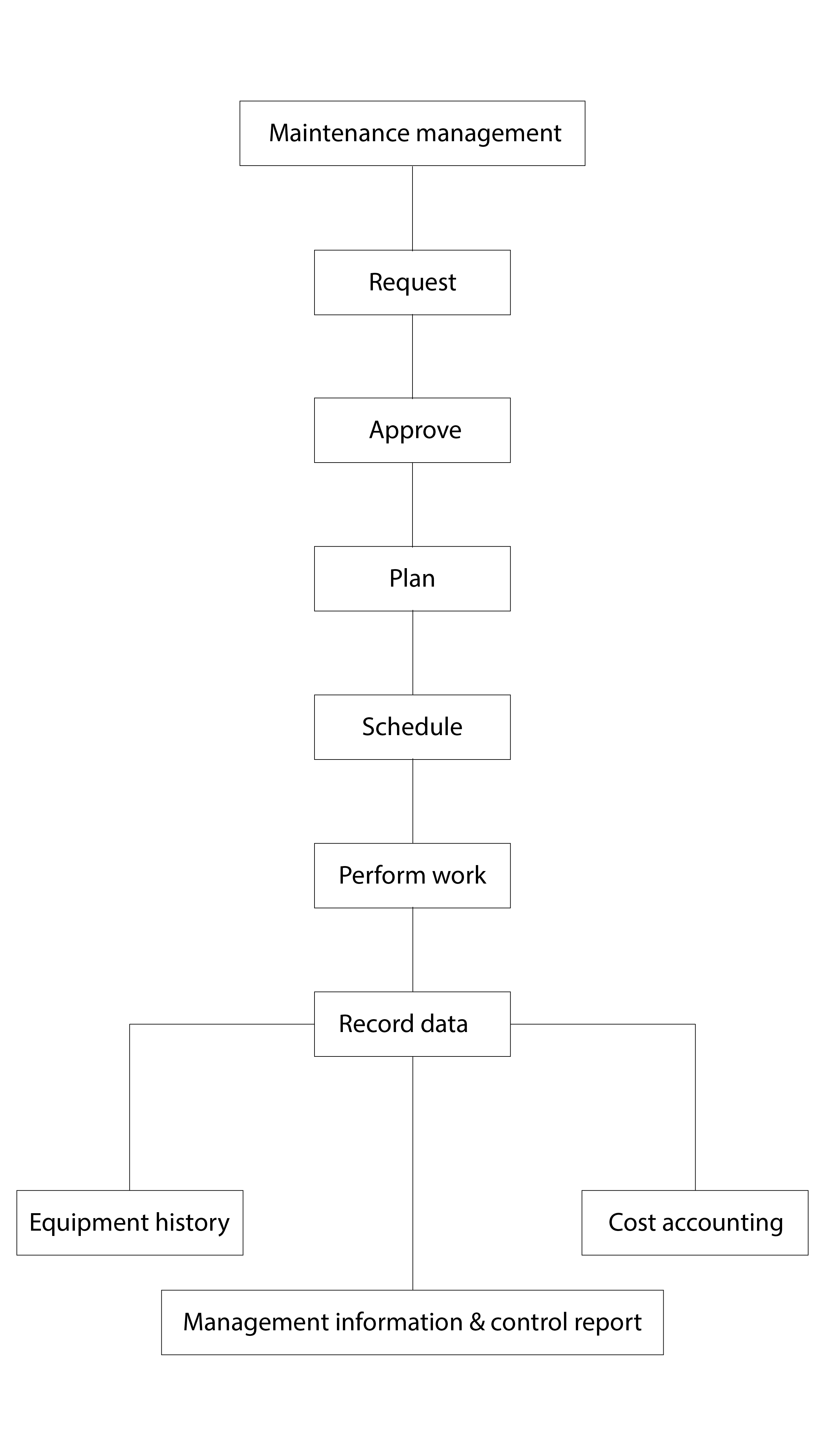
Étapes pour créer un plan COMMS

La gestion de maintenance assistée par ordinateur (souvent abrégée en GMAO) est une méthode de gestion assistée d'un logiciel destiné aux services de maintenance d'une entreprise afin de l'aider dans ses activités.

## Fonctionnalités d'une GMAO
Une GMAO vise en premier lieu à assister les services maintenance des entreprises dans leurs missions. Un service de maintenance, selon la définition de l'AFNOR, cherche à maintenir ou à rétablir un bien (équipement) dans un état spécifié afin que celui-ci soit en mesure d'assurer un service déterminé. Une GMAO peut également être utile dans d'autres services de l'entreprise, comme la production ou l'exploitation (afin de fournir des informations sur l'état des équipements), ainsi que la direction financière ou générale de l'entreprise, en fournissant des indicateurs facilitant les prises de décisions en matière de renouvellement de parc, par exemple.
Ainsi, les fonctions les plus courantes de ces progiciels sont :
- la gestion des équipements : inventaire des équipements, localisation, gestion d'information dédiée par type d'équipement (production, bâtiments, véhicules, réseaux, ordinateurs) ;
- la gestion de la maintenance : corrective (avec OT : ordre de travaux, ou BT : bon de travaux, ou ODM : ordre de maintenance), préventive (systématique, conditionnelle, prévisionnelle) ; ce module comporte souvent des fonctionnalités ouvertes à des utilisateurs au-delà du service de maintenance, comme une gestion des demandes d'intervention (DI), permettant à toute personne autorisée de l'entreprise de signaler une anomalie devant être prise en considération par la maintenance ;
- la gestion de la mise en sécurité des installations pour les travaux de maintenance : consignation, centralisation, autorisation de sécurité, déconsignation pour permettre le verrouillage optimal d'une installation pendant des opérations de maintenance ;
- la gestion des stocks : magasins, quantités minimum ou maximum de réapprovisionnement, analyse ABC, listes de sélection (pick-lists), référencement et recherche, articles de rechange, catalogue fournisseurs ;
- la gestion des achats : de pièces détachées ou de services (sous-traitance, forfait ou régie), cycle devis, demande d'achat, commande, réception et retour fournisseur, facturation ;
- la gestion du personnel et le planning : activités, métiers, planning de charge, prévisionnel, pointage des heures ;
- la gestion des coûts et budget : de main-d'œuvre, de stocks, d'achat, de location de matériel, préparation des budgets, suivi périodique, rapports d'écart ;
- Indicateurs clés de performance (key performance indicators : KPI) : cockpit de pilotage ou tableau de bord pour le manager (requêtes de base de données concernant des statistiques, des alertes) ;

D'autres fonctionnalités existent : gestion de l'inspection, métrologie, normes (transport, VRM), code-barres, lien avec un SIG, matériel mobile (PDA, pocket PC), télésurveillance (analyse vibratoire, infra-rouge).
De plus, la GMAO est généralement la seule application de l'entreprise ayant une description complète et technique de l'ensemble des équipements de celle-ci. Ce constat a amené progressivement certaines GMAO à proposer des fonctionnalités s'appuyant sur cette connaissance des équipements, mais sortant du cadre de la maintenance au sens strict. On peut citer par exemple le suivi de certaines réglementations (ATEX dans l'industrie, contrôle technique de véhicule, matériovigilance dans les hôpitaux…), ou la gestion de certains processus métier liés aux équipements (suivi des consommations dans les transports, gestion des plans dans le bâtiment…). L'ajout de ces fonctionnalités a amené les éditeurs à parler de plus en plus de logiciels de gestion des biens d'équipement (asset management) pour souligner que leurs applications avaient vocation à être utilisées bien au-delà du service de maintenance.

## Bénéfices attendus
Les bénéfices attendus de la mise en place d'une GMAO sont potentiellement importants, bien que difficiles à chiffrer car souvent indirects. On peut citer :
- meilleure gestion et réduction des coûts (main-d'œuvre, pièces détachées, traitement administratif, etc.),
- amélioration de la fiabilité et de la disponibilité des équipements,
- optimisation des achats (aide aux appels d'offres, gestion des contrats de prestataires externes, etc.),
- amélioration du retour d'expérience (REX) grâce notamment à l'historique des travaux de maintenance,
- amélioration de la planification des interventions,
- recherche du ratio préventif/correctif optimal en fonction des équipements gérés et des objectifs de disponibilité,
- meilleur contrôle de l'activité des sous-traitants et prestataires externes,
- amélioration de la gestion des stocks (meilleur contrôle des sorties, aide aux inventaires, optimisation du taux de rotation, etc.),
- traçabilité des équipements, parfois pour répondre à des contraintes réglementaires (ATEX, 21CFR11, etc.),
- participation à une démarche de maintenance productive totale (TPM),
- aide à la décision grâce à la fourniture d'indicateurs plus objectifs, notamment les décisions de renouvellement de matériel.

## Secteurs d'activité concernés
Tous les secteurs d'activité qui ont des équipements à maintenir sont potentiellement concernés par l'exploitation d'un outil de GMAO. On peut ainsi citer les secteurs :
- de l'industrie (automobile, pharmaceutique, etc.),
- de la production, de la maintenance corrective et préventive,
- de l'énergie (gaz, pétrole, électricité, etc.),
- des transports (routier, ferroviaire, aérien, transports publics, etc.),
- médicaux (hôpitaux, cliniques, etc.),
- de l'immobilier (HLM, locatif, d'entreprise et sièges sociaux, moyens généraux, etc.),
- de la grande distribution,
- des collectivités locales (communauté urbaine, agglomération, aéroport, etc.),
- des travaux publics,
- des télécoms (gestion des équipements réseau),
- etc.

En fonction du secteur d'activité concerné, des fonctionnalités ciblées peuvent exister sous la forme de solutions « verticales ». Par exemple la signature électronique exigée par la FDA dans l'industrie pharmaceutique, la gestion des « assets linéaires » pour le monde pétrolier, la gestion de la calibration ou de la matériovigilance pour les équipements biomédicaux, des aspects sécurité et normes, etc.

## Différentes appellations et familles de progiciels apparentées
Les logiciels de gestion de maintenance assistée par ordinateur sont souvent désignés par l'abréviation GMAO. L'équivalent en anglais est CMMS, abréviation de computerized maintenance management system. Ce sont des logiciels de gestion, destinés avant tout au monde de l'entreprise, et n'ayant que peu ou pas de fonctionnalités « temps réel ».
Plus récemment, est apparue en anglais l'appellation enterprise asset management (EAM), qui a donné lieu à la traduction française « gestion des actifs ». Cette traduction peut amener une confusion car le terme français « actifs » a une connotation financière très marquée, alors que les outils d'EAM ne s'intéressent qu'aux « actifs physiques », c'est-à-dire aux équipements et aux biens physiques gérés par l'entreprise. Cette nouvelle appellation traduit la volonté des logiciels EAM de dépasser le cadre des seuls services de maintenance, en proposant des fonctionnalités intéressant les directions générale et financière de l'entreprise, ou en intégrant des processus métier sortant du cadre strict de la maintenance (gestion réglementaire, gestion de plans, suivi de consommation, etc.). En pratique, cette démarche concerne au moins autant la méthodologie de mise en œuvre du logiciel dans l'entreprise que les fonctionnalités du logiciel lui-même.

## Intégration de la GMAO dans le système d'information de l'entreprise
Une GMAO peut avoir intérêt à s'interfacer avec d'autres logiciels existants de l'entreprise, et notamment :
- Une gestion des stocks : afin de gérer les stocks de pièces de rechange. En pratique, les spécificités de gestion d'un stock de pièces de rechange par rapport à un stock de production amènent souvent à utiliser les modules de gestion de stock proposés par les GMAO elles-mêmes.
- Une gestion d'achat : afin de gérer les achats de pièces de rechange ou de service. Des modules de gestion d'achat sont souvent proposés au sein des GMAO, mais il est souvent préférable d'utiliser le logiciel d'achat déjà en place dans l'entreprise.
- Une gestion budgétaire ou financière : la GMAO dispose de données de coûts qu'il peut être intéressant de consolider dans la gestion financière globale de l'entreprise.
- Une gestion électronique de document (GED) : notamment afin d'accéder à des archives de plans ou de documents techniques.
- Une gestion de patrimoine (dans le domaine immobilier).
- Un système temps réel de GTC/GTB : afin de générer automatiquement dans la GMAO des interventions en cas de survenance de certains évènements détectés par capteurs, ou afin de mettre à jour les valeurs de compteurs d'utilisation concernant certains équipements.

La GMAO est dans la plupart des cas intégrée à une solution de gestion intégrée de l’environnement de travail (Integrated Workplace Management System - IWMS). Ces solutions contiennent des processus de gestion des équipements qui s'orientent sur des actifs importants du facility management et de la gestion immobilière comme les bâtiments, les postes de travail, les appareils techniques et les installations.

## GMAO dédiée ou ERP?
La volonté d'intégrer de plus en plus la GMAO au sein du système d'information de l'entreprise a amené les éditeurs de progiciels de gestion intégré (ERP) à développer des modules GMAO au sein de leur offre. L'intérêt des ERP par rapport aux logiciels GMAO dédiés fait l'objet de débats.
Les partisans des ERP soulignent l'intérêt d'un produit unique du point de vue de la cohérence dans la consolidation des informations (notamment les informations financières), mais également l'intérêt de disposer d'une interface utilisateur unifiée, de ne pas multiplier les compétences informatiques sur différents logiciels ou bases de données, de simplifier le projet en ne traitant qu'avec un seul intégrateur, d'éviter le développement d'interfaces spécifiques, etc.
Les partisans des logiciels de GMAO dédiés soutiennent quant à eux que les modules GMAO des ERP apportent une vision plus financière que technique et ne satisfont donc que peu les utilisateurs maintenance, que les projets ERP sont d'une telle complexité que la partie maintenance est souvent négligée (les autres modules comme la production ayant priorité), qu'un outil de GMAO est en partie destiné à du personnel peu habitué à l'informatique et qu'il est essentiel dès lors de proposer une interface simple d'utilisation si l'on veut éviter un rejet des utilisateurs et une mauvaise utilisation du produit.